# I Love You Because (sång)
I Love You Because är en sång skriven och inspelad 1949 av Leon Payne. Jim Reeves sjöng 1964 in den, och den blev en succé och låg etta på Kvällstoppen detta år. Gunnar Wiklund spelade in en svenskspråkig text av låten, "Mest av allt". Den låg på Svensktoppen i 21 veckor under perioden 21 november 1964–22 maj 1965 och var bland annat med om att toppa listan.
En känd inspelning har även gjorts av Elvis Presley, utgiven på hans självbetitlade debutalbum Elvis Presley 1956 och igen på samlingsskivan The Essential Elvis 2009.

## Listplaceringar, Jim Reeves
| Lista (1964)   | Position             |
| -------------- | -------------------- |
| Danmark        | 3 (DR "Top 20")      |
| Finland        | 19                   |
| Irland         | 1                    |
| Nederländerna  | 9                    |
| Norge          | 1 (VG-lista)         |
| Storbritannien | 5 (UK Singles Chart) |
| Sverige        | 1 (Kvällstoppen)     |
| Sverige        | 5 (Tio i topp)       |

### Fotnoter
1. ↑  ”Svensktoppen”. Sveriges Radio. 11 mars 1964. http://sverigesradio.se/Diverse/AppData/Isidor/files/2023/3463.txt. Läst 19 september 2014.
2. ↑  ”Svensktoppen”. Sveriges Radio. 11 mars 1965. http://sverigesradio.se/Diverse/AppData/Isidor/files/2023/3463.txt. Läst 19 september 2014.
3. ↑  ”Listplacering”. Arkiverad från originalet den 14 mars 2016. https://web.archive.org/web/20160314195509/http://danskehitlister.dk/?hitlist_id=12&y=1964&hitlist_item_id=1050. Läst 10 mars 2022.
4. ↑  ”Listplacering”. http://suomenlistalevyt.blogspot.com/2015/08/ras-rel.html. Läst 10 mars 2022.
5. ↑  ”Listplacering”. http://irishcharts.ie/search/placement?page=1&search_type=title&placement=I+Love+You+Because. Läst 10 mars 2022.
6. ↑  ”Listplacering”. https://dutchcharts.nl/showitem.asp?interpret=Jim+Reeves&titel=I+Love+You+Because&cat=s. Läst 10 mars 2022.
7. ↑  ”Listplacering”. https://norwegiancharts.com/showitem.asp?interpret=Jim+Reeves&titel=I+Love+You+Because&cat=s. Läst 10 mars 2022.
8. ↑  ”Jim Reeves Chart History” (på engelska). The Official UK Charts Company. https://www.officialcharts.com/artist/8263/jim-reeves/.
9. ↑  Hallberg, Eric (1993). Kvällstoppen i P3 (1:a uppl.). ISBN 91-630-2140-4
10. ↑  Hallberg, Eric (1998). Tio i topp - med de utslagna på försök 1961-74 (1:a uppl.). ISBN 91-972712-5-X